# Gasthuisapotheek (Diest)

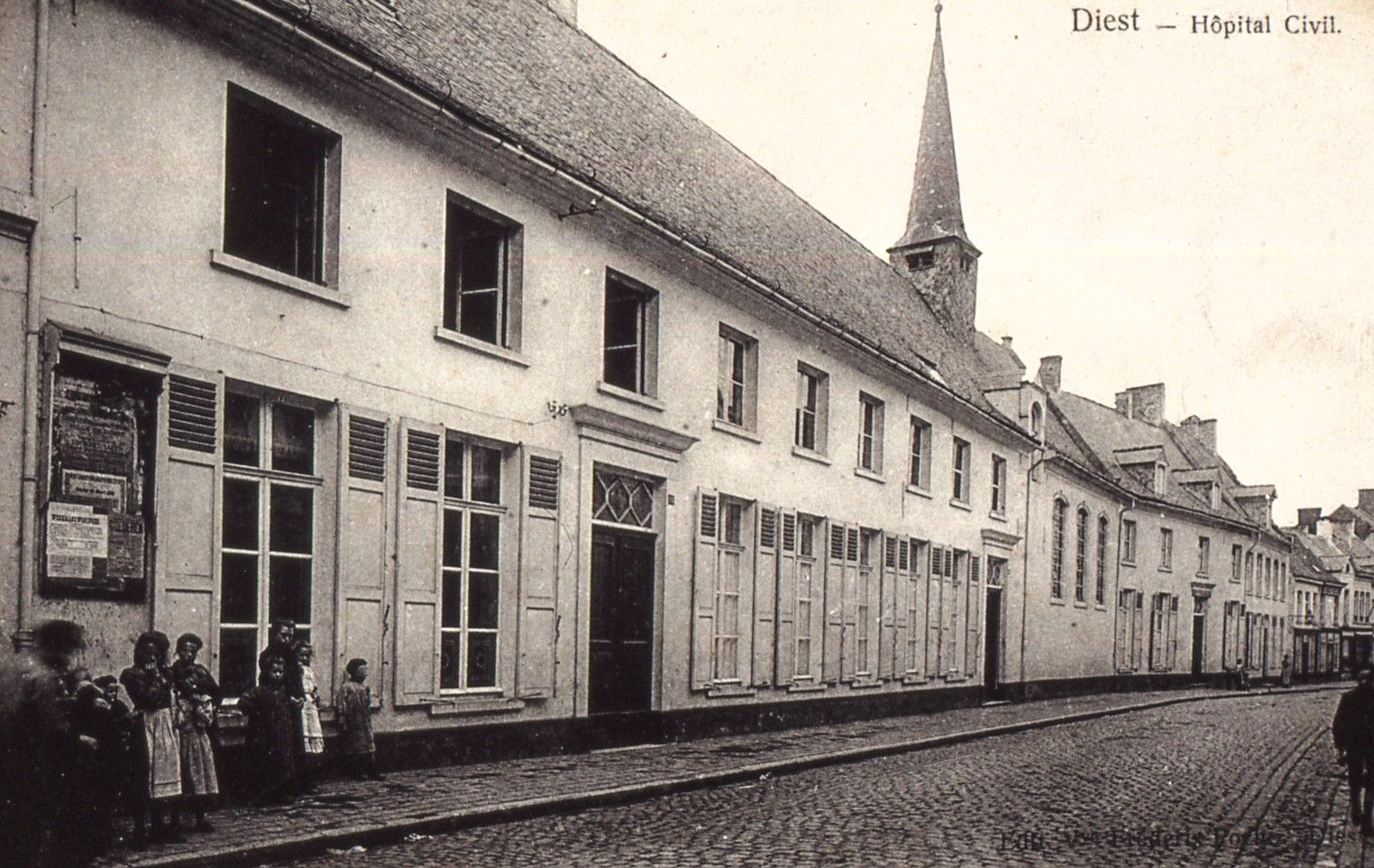

Deze Gasthuisapotheek in Diest is ontstaan binnen de gemeenschap van de zusters augustinessen die zich in 1619 gaan ontfermen over een gastenverblijf dat oorspronkelijk buiten de stad is opgericht en later in de stad zelf wordt gevestigd. Het gastenverblijf evolueert hier tot een ziekenhuis en in 1710 wordt de apotheek opengesteld voor de inwoners van de stad.
De apotheek is uniek vanwege de inrichting met de kleuren wit en Pruisisch blauw en is gebouwd in rococostijl, een stijlperiode die de barok in het begin van de achttiende eeuw opvolgt.

## Geschiedenis van de apotheek
Ten zuidwesten van de stad nabij de Kloosterberg wordt in 1205 het Groot Gasthuis gesticht, waar reizigers en soms ook zieken worden opgevangen. Vrij spoedig, in 1250 verhuist de gemeenschap naar het centrum van de stad en vestigt zich op de Lange Steenweg (de huidige Koning Albertstraat), waar het gasthuis onder de beschermheilige Sint-Elooi komt te staan. Het complex wordt uitgebreid en er worden nieuwe ziekenzalen gebouwd. Met de komst van Catharina van der Beken en Anna van der Poel, beiden afkomstig van het gasthuis uit Tienen, komt in 1619 het bestuur in handen van de zusters augustinessen. Vanaf dit moment spreekt men voortaan van het Sint-Elisabethgasthuis en wordt het complex van de site verder uitgebouwd. Door de zorg voor de leden van de eigen gemeenschap en voor de opgenomen zieken, ontstaat hier een apotheek die uiteindelijk in 1710 ook voor de inwoners van de stad wordt opengesteld.
Oorspronkelijk zijn het de zusters augustinessen die werkzaam zijn in de apotheek en voornamelijk met kruiden de nodige poeders, siropen en zalven samenstellen. Het is pas in het midden van de negentiende eeuw dat met de komst van Louis Cornélis, afgestudeerd aan de universiteit van Luik, de dienst voor de bereiding van geneesmiddelen wordt overgenomen door academisch gevormde apothekers. Nochtans zal tot de sluiting van de apotheek in 1984, de aangestelde apotheker worden bijgestaan door een zuster.
Na sluiting komt het gebouwencomplex met de apotheek en de aanpalende kapel in handen van de Regie der Gebouwen en krijgt het een herbestemming als deel van het vredegerecht. Het interieur dreigt te worden afgebroken en als reactie hierop gaan enkele mensen zich inzetten voor het behoud wat uiteindelijk ook lukt. Niet eerder dan in 2019 krijgt een werkgroep toegang tot een ‘lege’ apotheek met de toestemming om aan deze prachtige apotheek weer de aanblik van weleer te geven.

## Interieur
Wat bij bezoek aan deze Gasthuisapotheek meteen opvalt, is de kleurcombinatie wit met blauw. Lichtblauw voor meubilair en achterwand van de schappen dat wordt afgewisseld met donkerblauw achter het opschrift op de vele kruidenladen. Deze 88 laden zijn voorzien om de gedroogde kruiden en andere simplicia te bewaren en dragen als opschrift de afkorting van de Latijnse benaming van de gebruikte producten. Het is duidelijk dat we hier te maken hebben met een van oorsprong kruidenapotheek, kruiden die gaandeweg worden vervangen of aangevuld met steeds meer chemische producten.

## Toegankelijkheid
Voor de apotheek is een dossier voor restauratie ingediend. In afwachting is het interieur heringericht met potten en werktuigen die eigen zijn aan deze apotheek. Dit historisch en wetenschappelijk geheel wordt opengesteld voor de bezoekers die de pittoreske Oranjestad Diest komen verkennen. Voor de bezoekers is het jaar ingedeeld in twee perioden met een winter- en een zomerschema. Volgens het winterschema is de apotheek elke eerste zondag van de maand open en volgens het zomerschema (juni, juli, augustus en september) elke zondag, telkens van 13 tot 17 uur. Daarbuiten kan voor een geleid bezoek een afspraak worden gemaakt via de toeristische dienst.

## Over de grenzen ...
Op 13 april 2024 kregen we bezoek van de Poolse professor Maciej Bilek en zijn vrouw Joanna, beiden apothekers, en hun twee kinderen. Zij hadden al vele oude apotheken in gans Europa bezocht en waren toch aangenaam verrast door het unieke interieur van onze Gasthuisapotheek. Als herinnering aan hun bezoek hebben ze een prachtig artikel geschreven dat in mei werd gepubliceerd in het Poolse tijdschrift Aptekarz Polski. Wij hebben het artikel naar een Nederlandse versie verwerkt en hebben hierbij zo getrouw mogelijk hun stijl trachten te behouden. Het artikel in het Pools kunt u hier downloaden (>https://drive.google.com/file/d/1CtiWrixowQyzbo4rhc9BkhrzWyX_eSaG/view?usp=sharing) en de Nederlandse vertaling vindt u hier https://drive.google.com/file/d/16QLiy0_8j1zECkGOZgA4RKy7tgZ17lLO/view?usp=drive_link . 
Naast Diest brachten zij ook nog een bezoek aan Aarschot, Antwerpen, Brugge, Brussel, Lessines, Lille, Maaseik, Rekem en Troyes. Van al deze musea, apotheken en kruidentuinen maakten zij een boeiend verslag in Aptekarz Polski. De Nederlandse bewerking waarbij de vertelstijl van dit enthousiast echtpaar zoveel mogelijk werd behouden, vindt u hieronder. 
Aarschot: https://drive.google.com/file/d/1XDlWbvAUPRlssoyB37L8JIgtSkSsXxcV/view?usp=drive_link
Antwerpen: https://drive.google.com/file/d/1-xUSNFeULw98TRLojamJCSirYftpMibT/view?usp=drive_link
Brugge: https://drive.google.com/file/d/1hk2qtDnvg1fpbibg4blz245goUQ3KQhH/view?usp=share_link
Brussel: https://drive.google.com/file/d/1GE-f34LsP-oM0euIftsLNChUc4zqcOR_/view?usp=share_link
Lessines: https://drive.google.com/file/d/1aEcQfVJts2XI1kfz23hnHfVf1GCDLWKg/view?usp=share_link
Maaseik: https://drive.google.com/file/d/15m-67961TjcZhgfjvb4Ss2euNQC4Ohaf/view?usp=share_link
Rekem: https://drive.google.com/file/d/1Br9s0KupN5Ul44YFifxX2III4aeLCSdc/view?usp=share_link
Buitenland:
Lille: https://drive.google.com/file/d/1IbqMOuDUJEazEogzPQU_F2tL64wTZrGw/view?usp=share_link
Lille2: https://drive.google.com/file/d/1bIpYebPbw94EPQ6_nOI617TCF9Z2Fqd_/view?usp=sharing
Naumburg: https://drive.google.com/file/d/1pSKofCiBE-yqAGpQK0873YAl1xtBw9IZ/view?usp=sharing
Troyes: https://drive.google.com/file/d/1rqwTIA5dmDdC5x54wHnpukSSIaijrzqt/view?usp=sharing
Veel leesplezier.

## Afbeeldingen

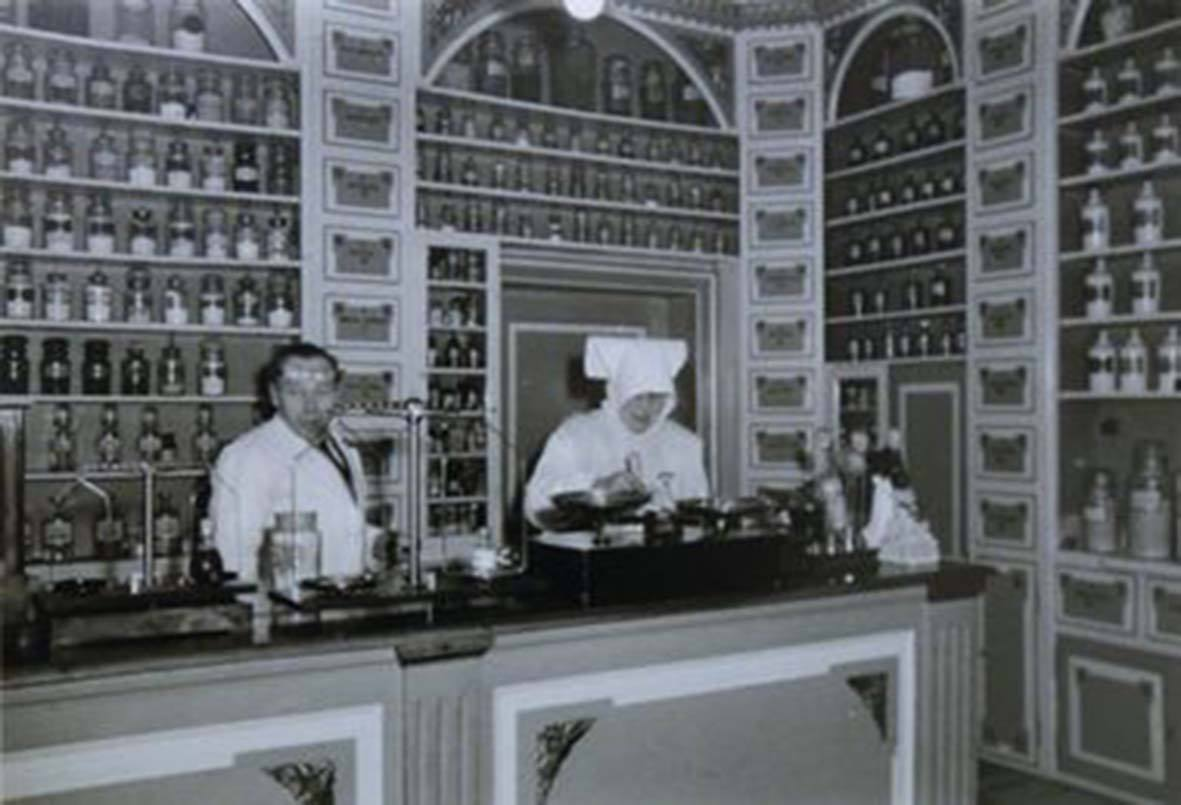
Apotheker Jozef Bruyninckx geassisteerd door zuster Benedicta.
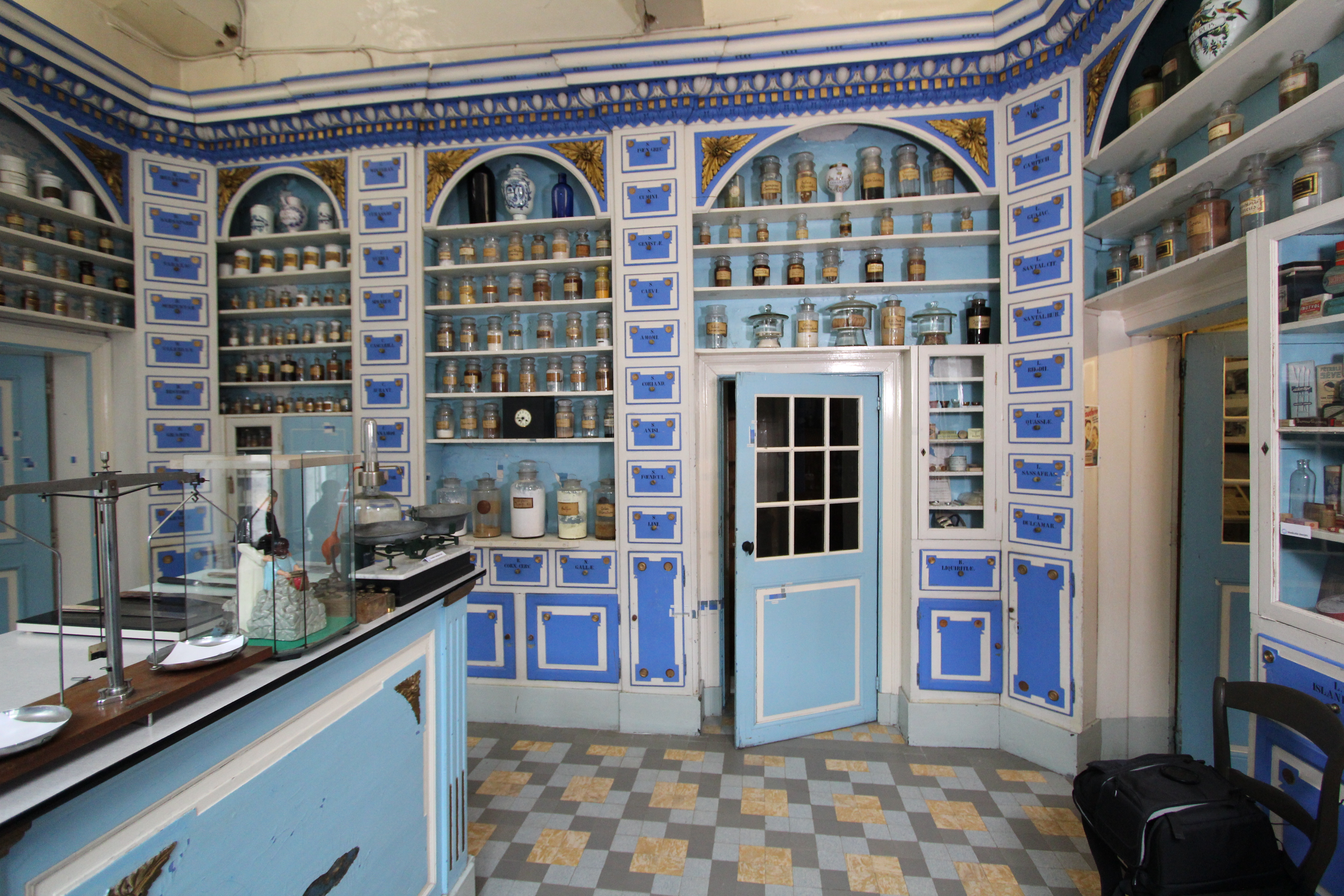
Interieur van de apotheek.
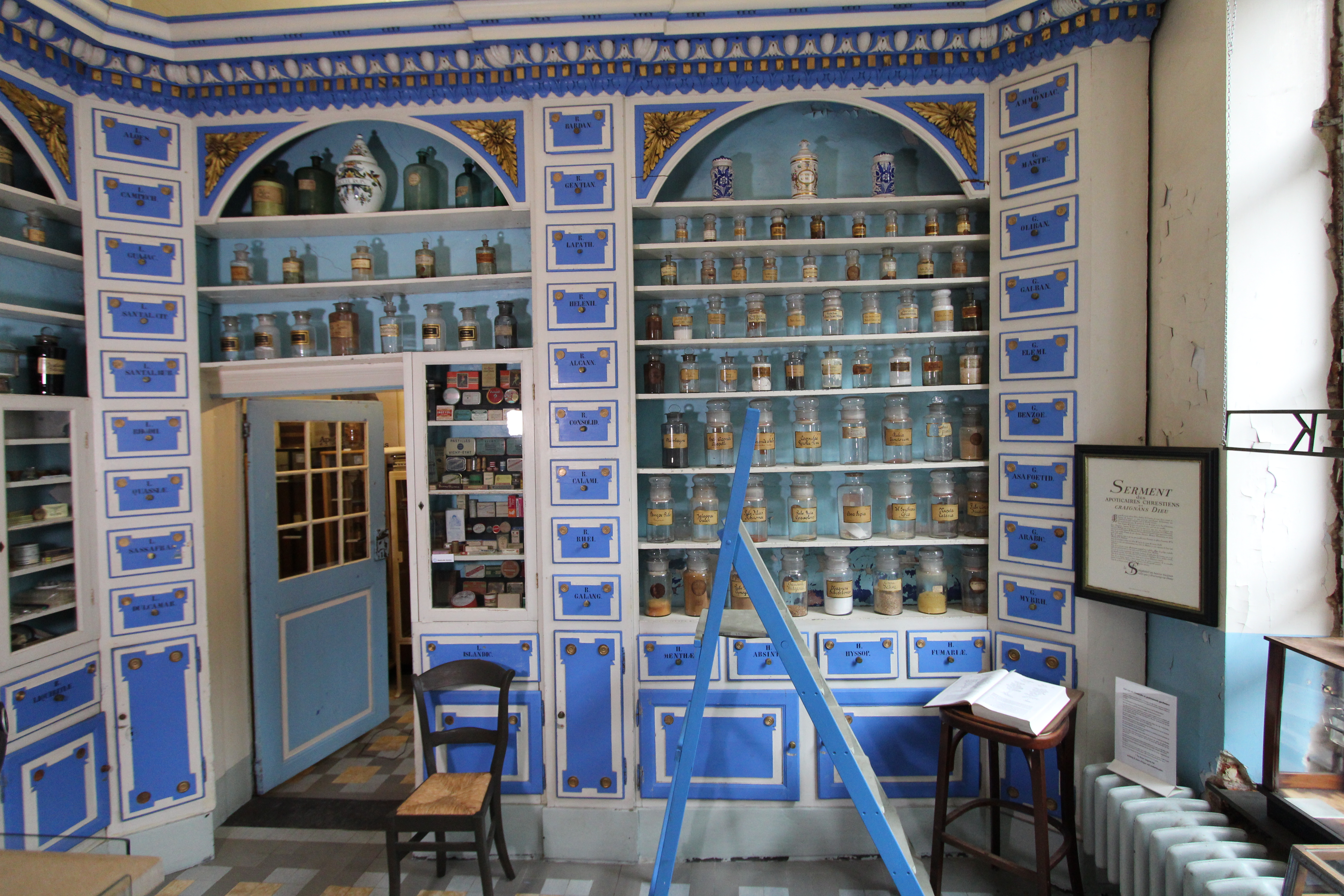
Ingang van de apotheek.
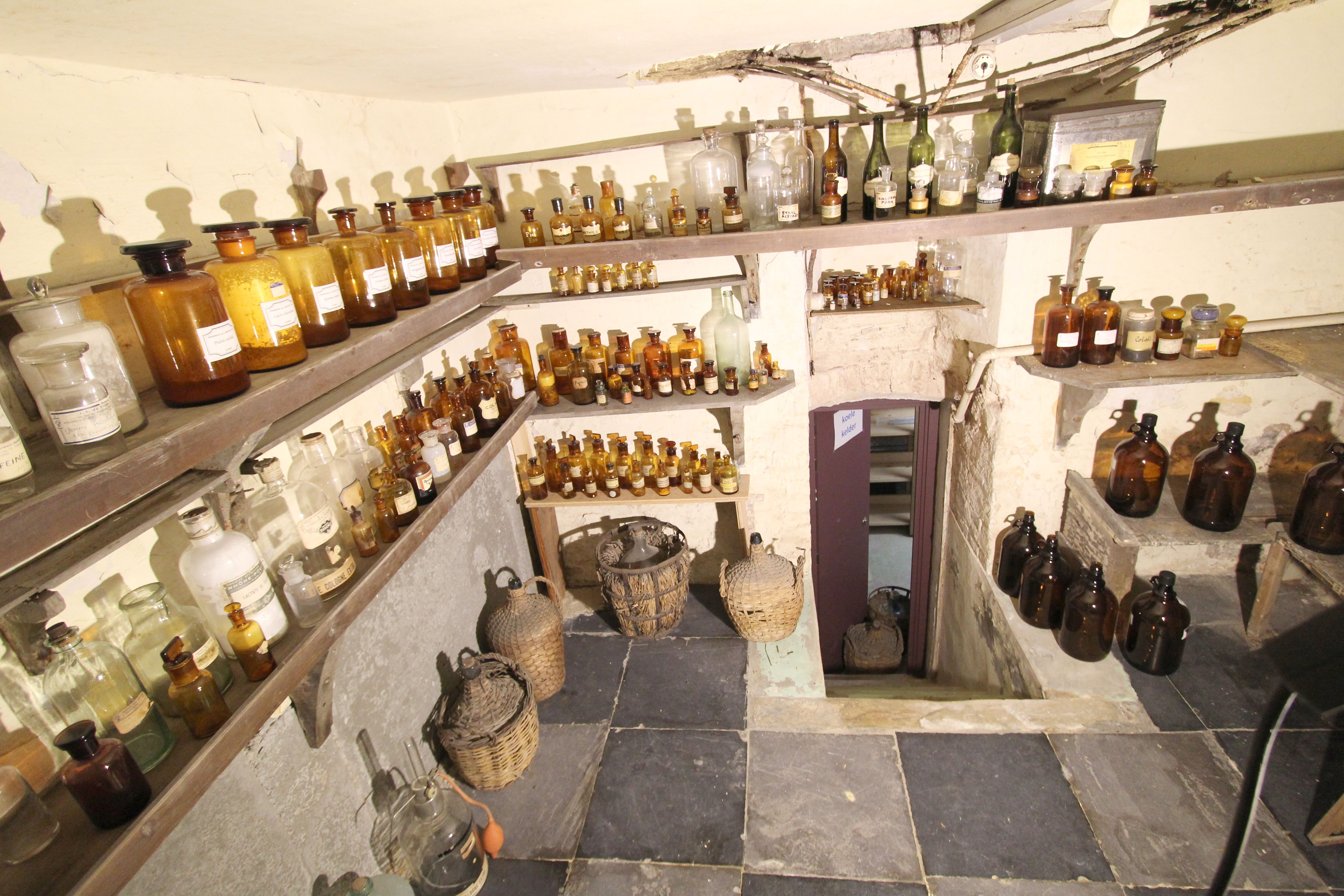
Kelder voor de bewaring van vloeibare en brandbare producten.
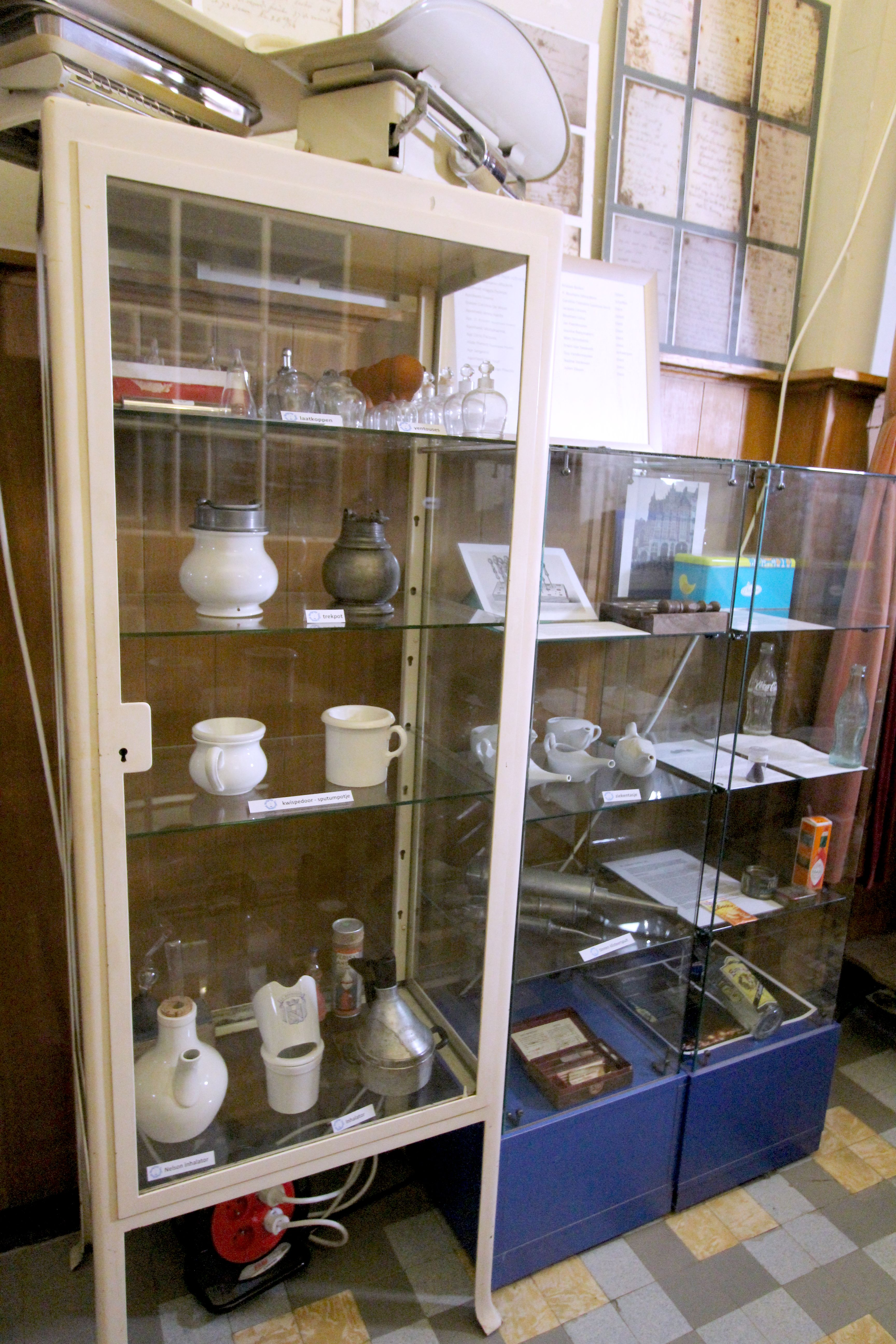
Vitrinekasten met medische toestellen.
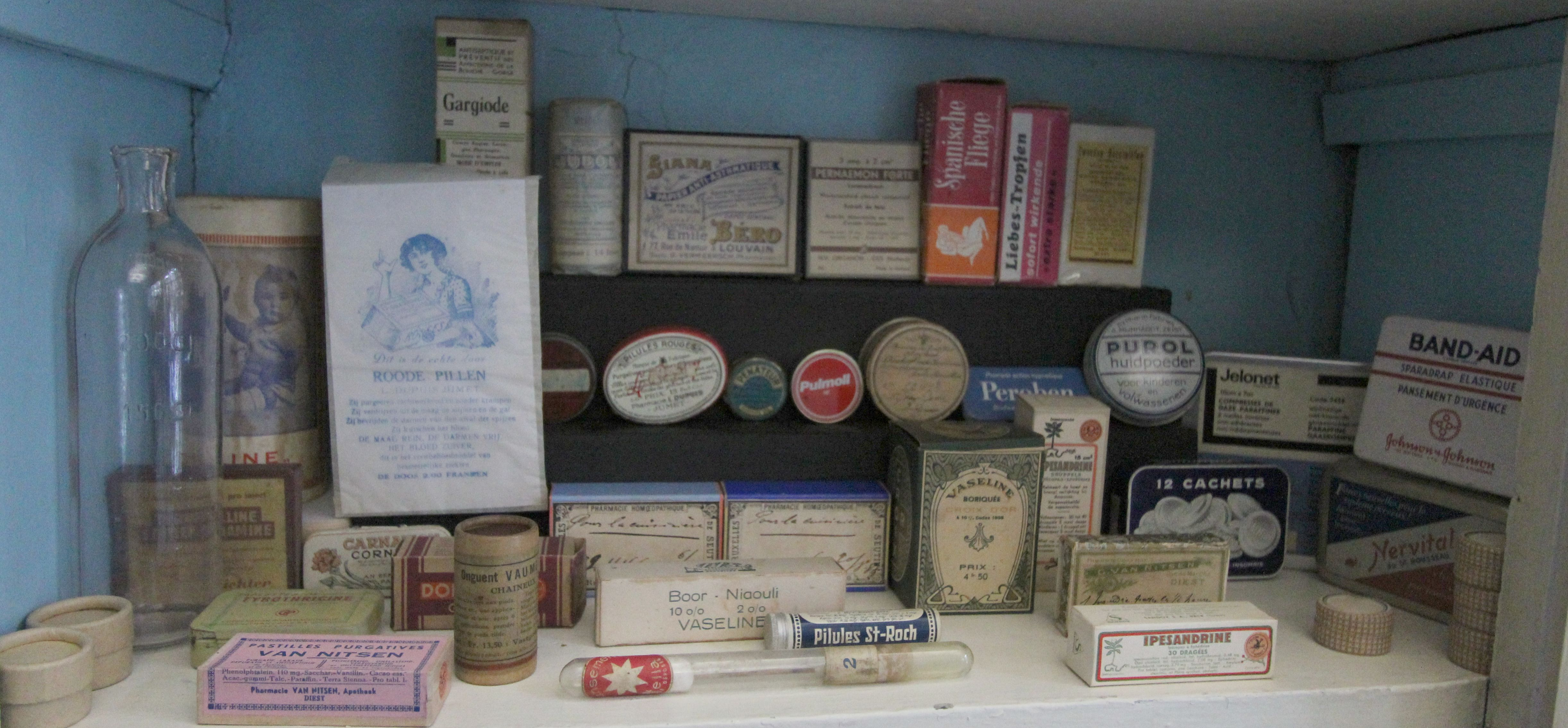
Geneesmiddelen uit de vorige eeuw.
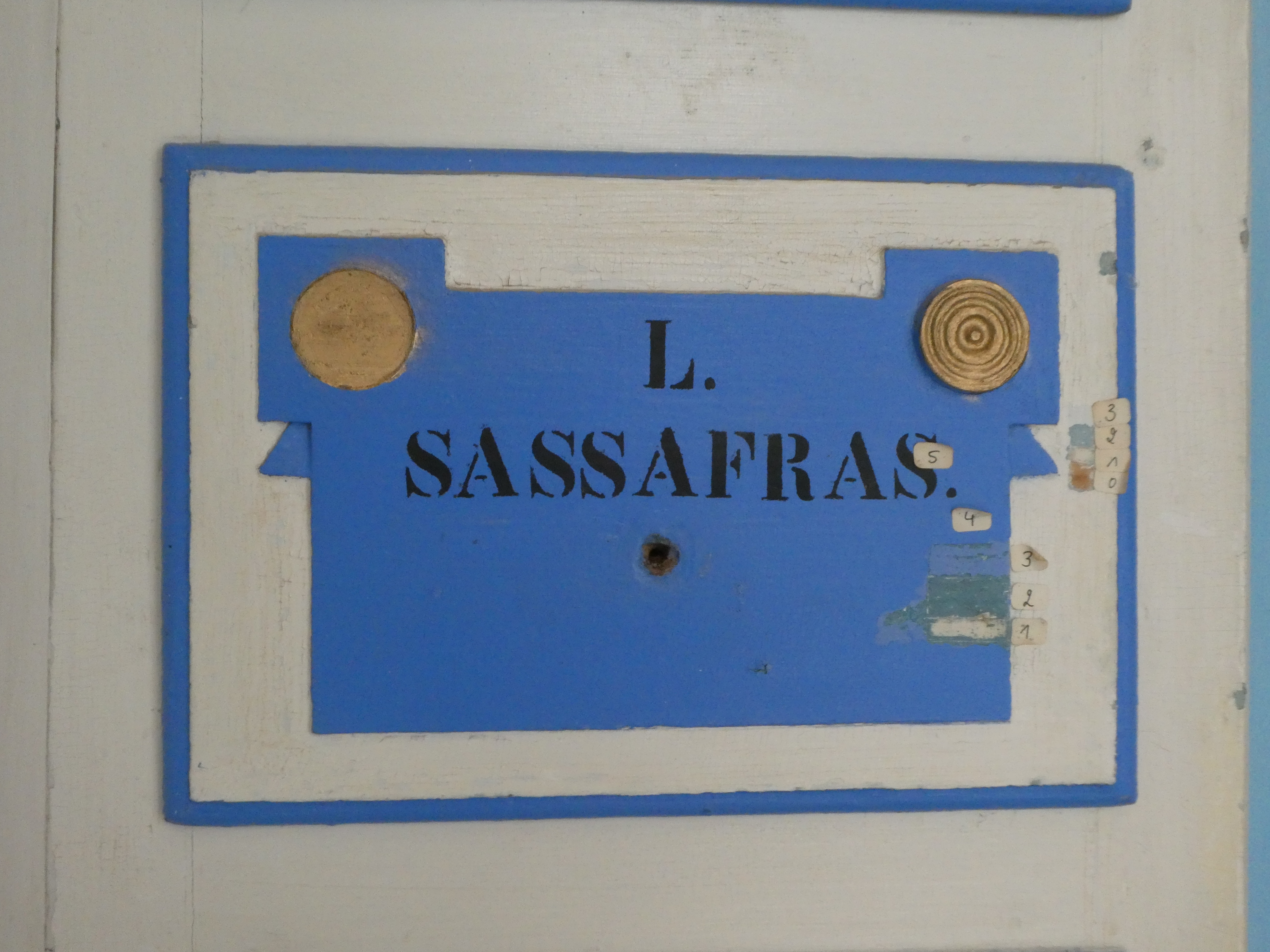
Lade met opschrift van Lignum sassafras of sassafrashout.
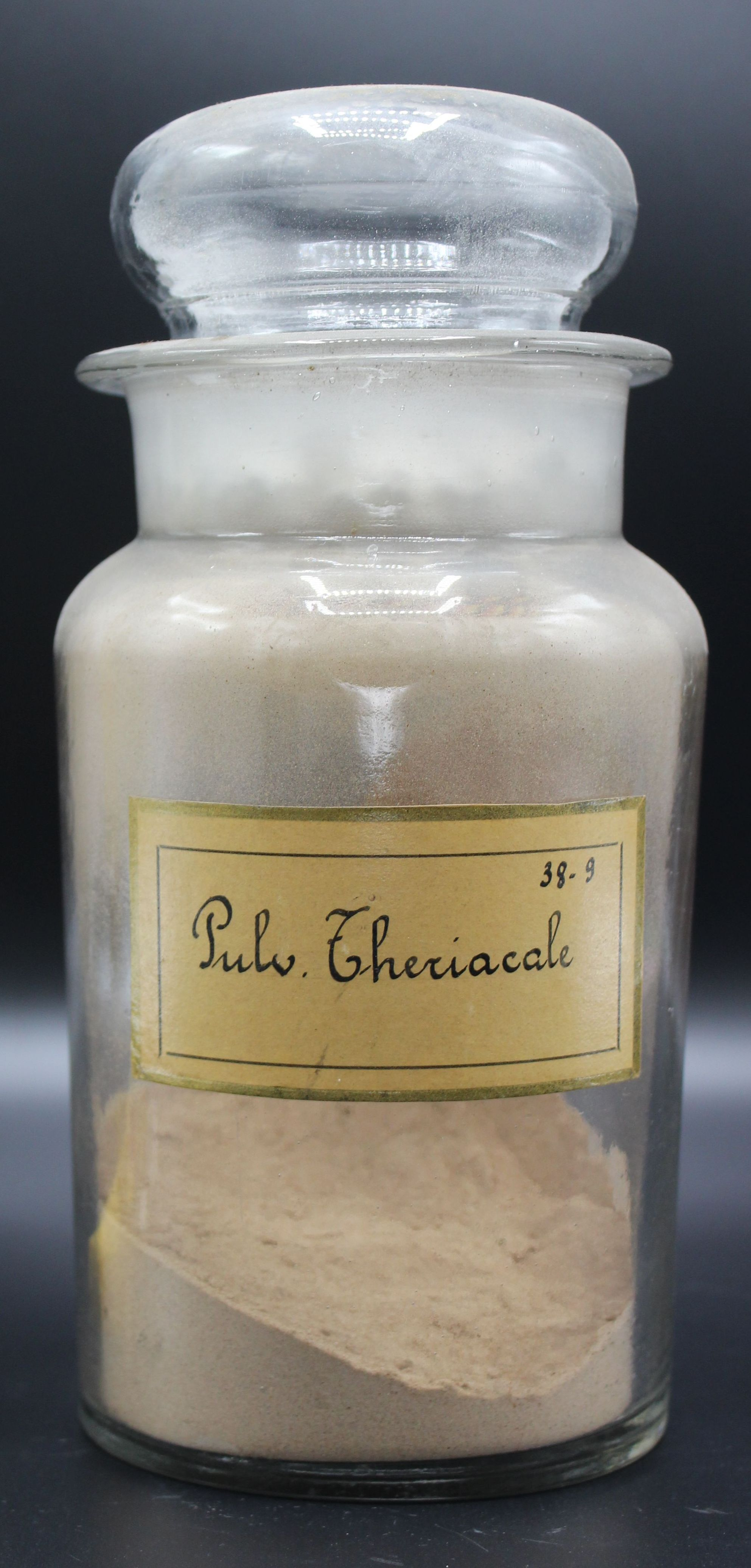
Originele pot met de typische Cornélisstop, een uitvinding van de Diestse apotheker Louis Cornélis.